# 农村信用合作社
农村信用合作社，简称为农村信用社、农信社，是依据中国人民银行颁布的《农村信用合作社管理规定》而组建、管理、运营的中国农村金融机构。由个人、企业、事业单位或地方政府出资开办的从事储蓄、贷款、汇兑、结算、代办代理等银行零售业务。接受中国人民银行的领导、监管。
与一般的商业银行不同，农村信用合作社“主要为社员提供金融服务”，而非为社会公众提供金融服务。《中华人民共和国商业银行法》规定了三种类别的商业银行：全国性商业银行、城市商业银行、农村商业银行。对农村信用合作社办理存款、贷款和结算等业务也适用，但不适用于农村信用合作社的设立和变更、股权设置、组织机构、财务会计管理、接管与终止、罚则等组织程序性规定。
农村信用合作社实行自主经营、独立核算、按股分红、民主管理。农村信用合作社的最高权力机构不是股东大会，而是社员代表大会。常设管理机构不是董事会，而是理事会。不是实行按股份多少计算投票权的“资合”性质，而是按社员或理事会理事的多数投票的“人合”性质的组织。单个社员的股本上限是2%。例如， “选举社员代表时每个社员一票。”“章程的修改，农村信用社的分立、合并、解散和清盘，要经社员代表大会以全体代表的三分之二以上多数通过；其他议案必须经社员代表大会以全体代表的二分之一以上多数通过。”“理事长、副理事长的选举和更换，要经理事会全体理事的三分之二以上多数通过，其他议案必须经理事会全体理事的二分之一以上多数通过。”

## 历史
中国大陆最早的农村信用合作社出现于1920年代。1949年中华人民共和国建国后，中国人民银行总行在1951年5月召开的第一次全国农村金融工作会议决定，要在全国重点试办农村信用合作组 。随后全国的信用合作组织得到快速发展，到1953年底共有25,290个，其中信用社7785个，信用部2593个，信用组14,912个。中南区最多，达11,735个，占全国总数的46%。至1953年底，全国各地的合作金融组织达到20067个。中国人民银行颁发了《农村信用合作社章程准则草案》(1951)和《农村信用合作社章程(草案)》(1955)，明确规定“信用社是农村劳动人民在共产党和人民政府的领导和帮助下，根据自愿和互利原则组织起来的社会主义性质的资金互助组织。”中共中央农村工作部部长邓子恢，农村信用合作社在不同的社会制度下，会具有不同的性质。在社会主义制度下，它是“社会主义经济的一种形式，是为劳动农民群众服务的集体金融组织”，是一个有亿万群众参加的伟大的社会主义事业；农村信用合作社的作用是：解决群众资金困难和打击农村高利贷活动，通过农村信用合作社以支持农业生产发展和农业合作社的巩固。
1996年8月国务院下发了《国务院关于农村金融体制改革的决定》，农村信用合作社与中国农业银行彻底脱钩。1997年中国人民银行颁布《农村信用合作社管理规定》。1999年至2000年，全国各地组建了大批的作为单一法人的县级联社，以及地市联社、省联社或省级信用合作协会。2001年开始改组创办农村合作银行、农村商业银行。
在农村信用合作社及其联合社基础上以新设合并方式发起设立农村信用合作社联合社（通称农村信用合作联社），注册资本为实缴资本，最低限额为300万元人民币。